# شهرستان جانسون (جورجیا)
شهرستان جانسون، جورجیا (به انگلیسی: Johnson County, Georgia) یک سکونتگاه مسکونی در ایالات متحده آمریکا است که در جورجیا واقع شده‌است.